# Ligaria teretiflora
Ligaria teretiflora là một loài thực vật có hoa trong họ Loranthaceae. Loài này được (Rizzini) Kuijt mô tả khoa học đầu tiên năm 1990.